# Orbinia armandi
Orbinia armandi är en ringmaskart som först beskrevs av McIntosh 1910.  Orbinia armandi ingår i släktet Orbinia och familjen Orbiniidae. Arten är reproducerande i Sverige. Inga underarter finns listade i Catalogue of Life.